# Alland
Alland este o comună cu 2.410 loc. (2008) în districtul Baden, Niederösterreich, Austria. Localitatea este situată la 20 de km sud-vest de Viena fiind cunoscută prin izvoarele termale și vinurile produse în regiune. În apropiere de comună se află castelul Mayerling.

## Galerie

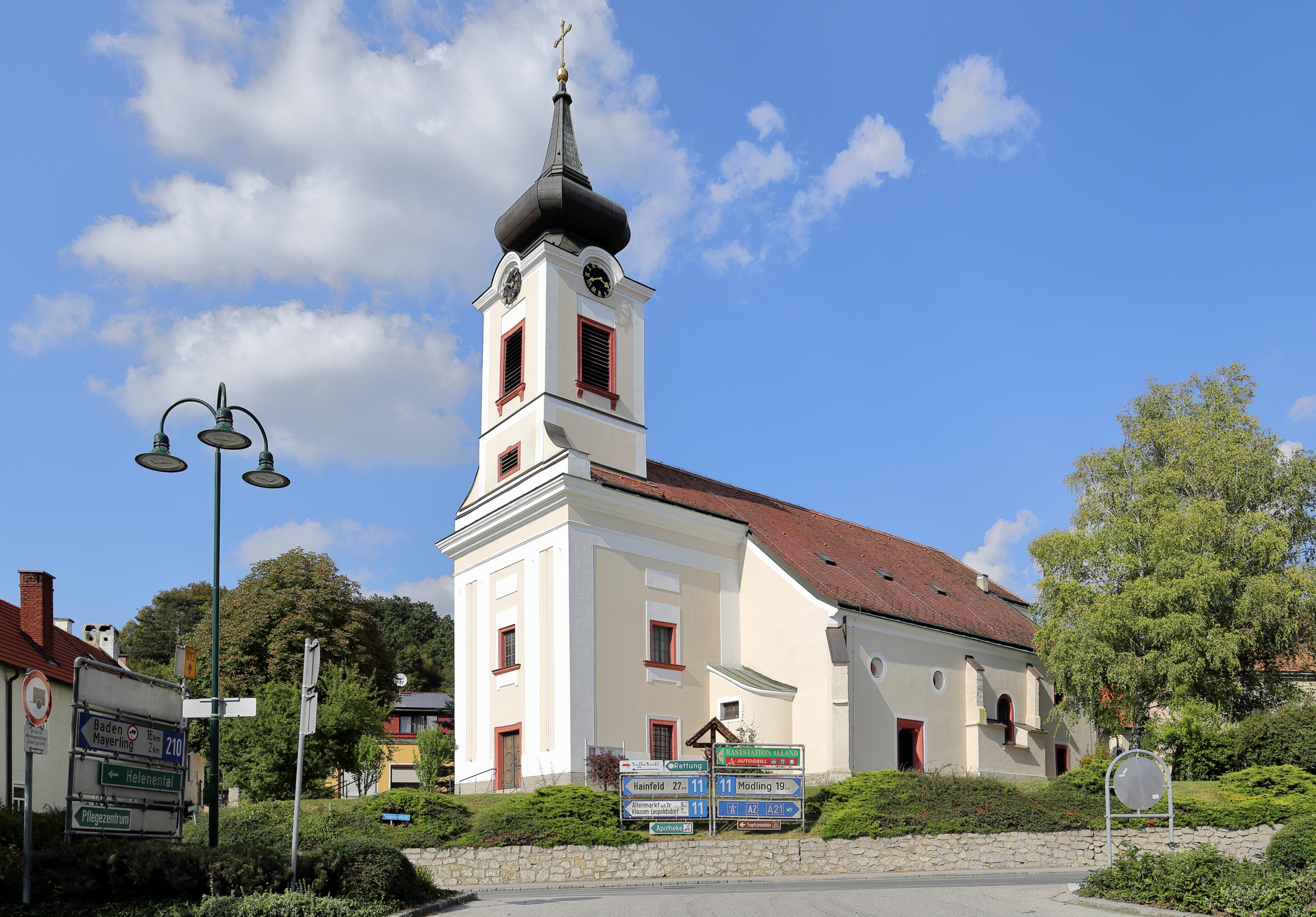
Biserica din Alland
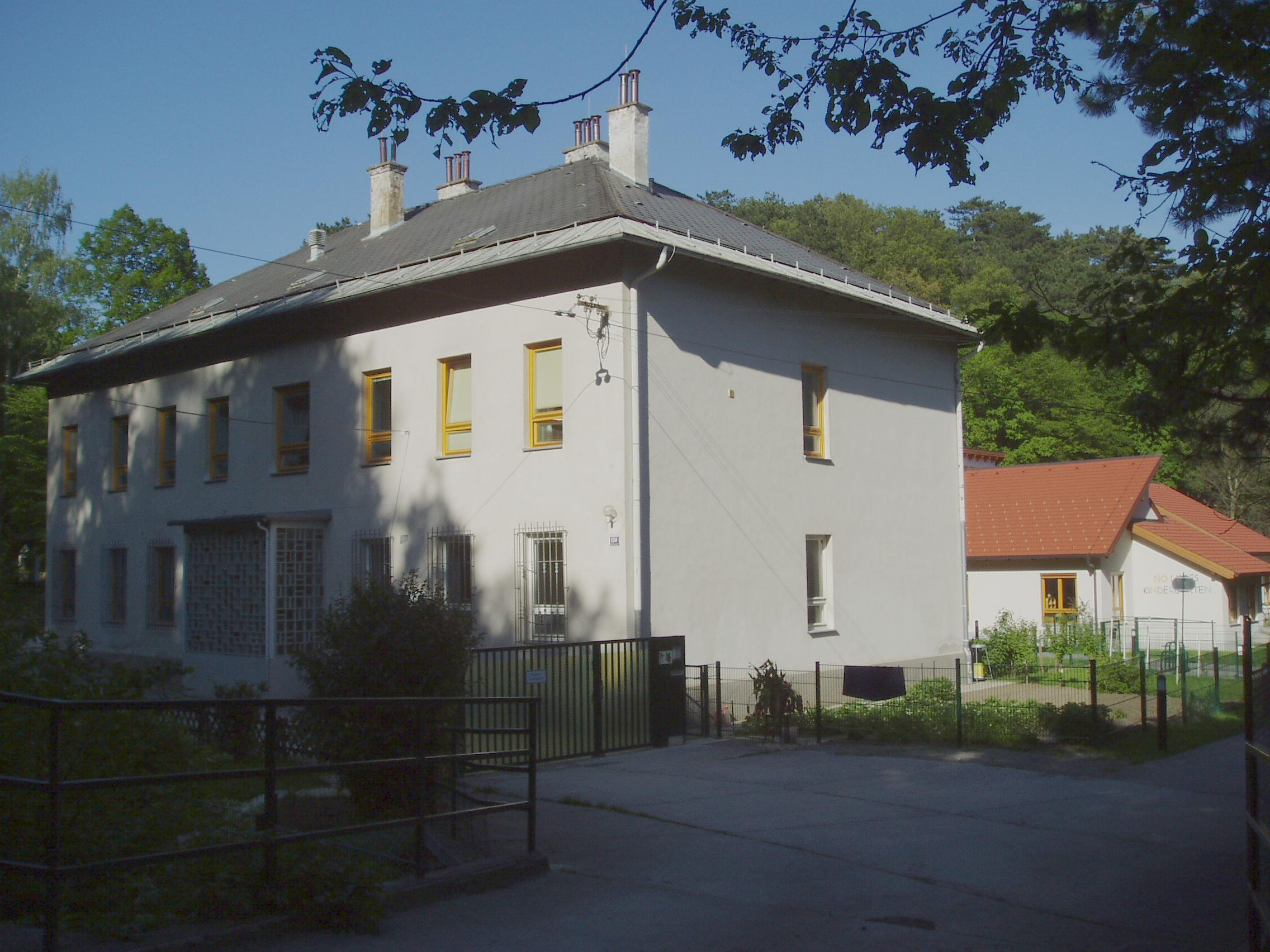
Grădinitele din Aland

1. ↑  Dauersiedlungsraum der Gemeinden Politischen Bezirke und Bundesländer - Gebietsstand 1.1.2018 (în germană), Statistica Austriei, accesat în 10 martie 2019